# José María Huet
José María Huet y Allier (Sanlúcar de Barrameda, 1804-Madrid, 1868) fue un jurista, político y académico español, diputado y senador durante el reinado de Isabel II.

## Biografía
Nació el 14 de febrero de 1804 en la localidad gaditana de Sanlúcar de Barrameda. Individuo numerario de la Real Academia de la Historia y de la Real Academia de Bellas Artes de San Fernando, fue uno de los redactores del Boletín de Jurisprudencia y Legislación (Madrid, 1845).
Caballero profeso en la orden militar de Calatrava, fue condecorado con la gran cruz de la Orden de Carlos III, así como con la de la Orden de Isabel la Católica y la de San Gregorio el Magno de los Estados Pontificios. Fue fiscal del Tribunal Supremo de Justicia, además de gentilhombre de cámara de la reina. Desempeñó también los cargos de diputado y de senador, este último primero por la provincia de Canarias, entre 1844 y 1845, y de 1846 en adelante como senador vitalicio. Tras su muerte, acaecida el 17 de mayo de 1868 en Madrid, se le describía en el diario La Época como «de opiniones ultraconservadoras».